# Adam Freier
Adam Leigh Freier (Sydney, 20 marzo 1980) è un ex rugbista a 15 e giornalista australiano, già tallonatore dei Melbourne Rebels e, in precedenza, degli Waratahs.

## Biografia
Esordì nel campionato provinciale nel 2000 nelle file dei Brumbies di Canberra, con i quali esordì in un match contro il Queensland.
Fu capitano nella Nazionale Under 21 e nel 2002 debuttò nel Super 12; in quello stesso anno giunse anche l'esordio con gli Wallabies, in un test match contro l'Argentina.
Ai Waratahs dal 2003, nel 2004 fu capitano dell'Australia nel corso del tour sudamericano.
In Nazionale, oltre a varie presenze nel Tri Nations, vanta anche la partecipazione alla Coppa del Mondo di rugby 2007 in Francia.
Nel 2010, dopo 8 stagioni nei Waratahs, giunse l'annuncio dell'ingaggio di Freier, dal Super Rugby 2011, nella neoistituita formazione dei Melbourne Rebels.
Dopo due stagioni in tale squadra, nel corso delle quali raggiunse e superò la sua centesima presenza in Super Rugby, Freier annunciò il suo ritiro a seguito di un infortunio al muscolo del polpaccio.
Da allora si è dedicato a tempo pieno alla carriera giornalistica.